# Gorka Otxoa
Gorka Otxoa Odriozola (San Sebastián, 13 de enero de 1979) es un actor y cómico español.

## Biografía
Empezó haciendo apariciones esporádicas en varias series de televisión como Hospital Central o El comisario, ambas producciones de Telecinco. Tuvo un papel bastante característico en la teleserie vasca Goenkale, hasta que su personaje murió por una intoxicación cárnica. Después, Óscar Terol y Borja Cobeaga se fijaron en él para el programa de humor de la ETB, Vaya semanita. 
Desde 2007 hasta 2009 formó parte de la serie protagonizada por Willy Toledo Cuestión de sexo, en la que daba vida al alumno patoso de la autoescuela, Gonzalo.
En 2009 forma parte del elenco de actores de la versión española de un exitoso programa en los Estados Unidos, Saturday Night Live. Asimismo, debuta en el cine como protagonista en la película dirigida por Borja Cobeaga Pagafantas, por la cual consigue una nominación en los Premios Goya a mejor actor revelación. También ese año se incorpora al reparto de la tercera temporada de la serie de Antena 3 Doctor Mateo, donde interpretó a Santiago Sagredo.
En 2011 estrenó las películas ¿Estás ahí? dirigida por Roberto Santiago y Lobos de Arga dirigida por Juan Martínez Moreno.
En 2012 protagonizó la película Bypass junto a Bárbara Goenaga, dirigida por Patxo Tellería y Aitor Mazo. La cinta fue rodada en euskera, aunque, en la mayoría de los casos, los mismos actores doblaron sus voces al castellano.
En 2013 estrenó la serie de Antena 3 Vive cantando, donde interpretó a César Campillo García, socio junto con Juanjo, interpretado por José Luis García Pérez, del karaoke La Bamba, situado en el barrio La Gloria, y novio de Lucía Alameda, papel interpretado por Roko, camarera de dicho karaoke. Además, también protagoniza la obra de teatro Los miércoles no existen, que tendrá hasta cuatro temporadas y acabará dando lugar a una película con el mismo nombre.
En 2014 protagonizó la obra de teatro Espacio junto a Eva Ugarte, Pablo Puyol y Mariam Hernández.
En 2015 se incorpora a la tercera temporada de la serie de Antena 3 Velvet, donde interpreta a Valentín. También estrena la película Los miércoles no existen; una comedia musical dirigida por Peris Romano y basada en la obra teatral que lleva el mismo nombre. Además, participa en la octava temporada de la serie de Televisión Española Águila Roja, donde interpreta a Zigor.
En 2016 se anuncia su fichaje por la tercera temporada de la serie de Antena 3 Allí abajo. También participa en la obra Bajo terapia en el Auditorio y en el Teatro Marquina de Madrid junto a Manuela Velasco y Fele Martínez entre otros.
En 2017 protagoniza, junto a Julián López, Miren Ibarguren y Javier Cámara, la comedia Fe de etarras de la plataforma Netflix.
En 2024 ganó el Premio a Mejor Actor en los Premios Unión de Actores y Actrices Vascos, por su interpretación en la serie de televisión Machos Alfa.

## Filmografía

### Cine
- El palo (2001) como hijo de Maite. Dirección: Eva Lesmes.
- Noviembre (2003) como chaval metro. Dirección: Achero Mañas.
- Un poco de chocolate (2008) como Matías. Dirección: Aitzol Aramaio.
- Pagafantas (2009) como Chema. Dirección: Borja Cobeaga.
- ¿Estás ahí? (2011) como Fran. Dirección: Roberto Santiago.
- Lobos de Arga (2011) como Tomás Mariño. Dirección: Juan Martínez Moreno.
- Bypass (2012) como Xabi. Dirección: Aitor Mazo y Patxo Telleria.
- Los miércoles no existen (2015) como César. Dirección: Peris Romano.
- Igelak (2015) como Pello. Dirección: Patxo Telleria.
- Reevolution (2017) como Jack. Dirección: David Sousa.
- Fe de etarras (2017) como Álex. Dirección: Borja Cobeaga.
- El Ascensor (2021) como Sito. Dirección: Daniel Bernal.
- Para entrar a vivir (2022) como Maxi. Dirección: Pablo Aragüés.
- Eres tú (2023) como Roberto. Dirección: Alauda Ruiz de Azúa.
- Un funeral de locos (2025) como Iker. Dirección: Manuel Gómez Pereira.

### Televisión
| Año             | Título                   | Personaje                | Cadena         | Datos         |
| --------------- | ------------------------ | ------------------------ | -------------- | ------------- |
| 1997 - 1999     | Goenkale                 | Patxi                    | ETB1           | 100 episodios |
| 2000; 2002      | El comisario             | ―                        | Telecinco      | 3 episodios   |
| 2002            | Hospital Central         | Luis                     | Telecinco      | 1 episodio    |
| 2001 - 2004     | Cuéntame como pasó       | Estudiante               | La 1           | 5 episodios   |
| 2003            | Martin                   | Roberto                  | ETB1 / ETB2    | 2 episodios   |
| 2003 - 2005     | Vaya Semanita            | Varios personajes        | ETB1 / ETB2    | 4 episodios   |
| 2005            | Los Serrano              | Ertzaina                 | Telecinco      | 1 episodio    |
| 2006            | Tirando a dar            | Rodrigo                  | Telecinco      | 2 episodios   |
| 2007            | Cafetería Manhattan      | José Luis                | Antena 3       | 19 episodios  |
| 2007 - 2009     | Cuestión de sexo         | Gonzalo                  | Cuatro         | 35 episodios  |
| 2009 - 2011     | Doctor Mateo             | Santiago Sagredo         | Antena 3       | 19 episodios  |
| 2010            | Mi querido Klikowsky     | Txetxu                   | ETB2           | 14 episodios  |
| 2010            | Qué vida más triste      | Él mismo                 | La Sexta       | 1 episodio    |
| 2011            | Plaza de España          | Sebastián Rivera         | La 1           | 11 episodios  |
| 2013 - 2014     | Vive cantando            | César Campillo García    | Antena 3       | 25 episodios  |
| 2014            | Aupa Josu!               | Mikel                    | ETB1           | 1 episodio    |
| 2015            | Águila Roja              | Zigor Garoa de Lazcano   | La 1           | 3 episodios   |
| 2015 - 2016     | Velvet                   | Valentín Alcocer Alcocer | Antena 3       | 16 episodios  |
| 2016            | Web Therapy              | Domingo Duarte           | Movistar+      | 1 episodio    |
| 2017 - 2018     | Allí abajo               | Horacio Basauri          | Antena 3       | 17 episodios  |
| 2019            | Hospital Valle Norte     | Pablo Fuentes            | La 1           | 10 episodios  |
| 2020            | Diarios de la cuarentena | Jorge                    | La 1           | 8 episodios   |
| 2021 - 2022     | Paraíso                  | Diego Morte              | Movistar+      | 9 episodios   |
| 2021            | Un asunto privado        | Pablo                    | Prime Video    | 8 episodios   |
| 2022 - presente | Machos Alfa              | Santiago Peralta "Santi" | Netflix        | 30 episodios  |
| 2025            | Desaparecido             | Iñaki Aguirre            | EITB / Netflix | 8 episodios   |

### Teatro
- Olvida los tambores (2007-2009).
- La ratonera (2010).
- Los miércoles no existen (2013-2015).
- Espacio (2014-2015).
- Continuidad de los parques (2014-2015).
- Sueño de una noche de verano (2016), de William Shakespeare, junto a Aitziber Garmendia y otros.[21]
- Bajo terapia (2015-2017).
- Juntos (2018), de Fabio Marra, junto a Melani Olivares, Inés Sánchez y Kiti Manver.

## Premios

### Premios Goya
| Año  | Categoría              | Trabajo    | Resultado |
| ---- | ---------------------- | ---------- | --------- |
| 2009 | Mejor actor revelación | Pagafantas | Nominado  |

### Cinema Jove
| Año  | Categoría                | Trabajo     | Resultado |
| ---- | ------------------------ | ----------- | --------- |
| 2013 | Premio un futuro de cine | Trayectoria | Ganador   |